# Masafumi Maeda
Masafumi Maeda (jap. 前田 雅文 Maeda Masafumi; ur. 25 stycznia 1983) – japoński piłkarz występujący na pozycji napastnika.

## Kariera klubowa
Od 2005 do 2011 roku występował w klubach Gamba Osaka, Ventforet Kofu i Thespa Kusatsu.